# Untouchables (gruppo musicale)
Gli Untouchables sono stati un gruppo hardcore punk statunitense della scena di Washington, attivi dall'ottobre 1979 al gennaio 1981. Hanno pubblicato solamente un demo di tre canzoni, incluso nel 1982 nella compilation Flex Your Head della Dischord Records di Ian MacKaye, fratello del cantante degli Untouchables Alec MacKaye.
La loro canzone più famosa è stata Nic Fit, resa celebre dalla cover fatta dai Sonic Youth nel disco del 1992, Dirty.

## Discografia[1]
- 1982 - Flex Your Head - Rat Patrol, Nic Fit, I Hate You

## Formazione[1]
- Alec MacKaye - voce
- Bert Quieroz - basso
- Chris Bald - chitarra
- Danny Ingram - batteria